# Campanula persepolitana
Campanula persepolitana là loài thực vật có hoa trong họ Hoa chuông. Loài này được Kotschy ex Boiss. mô tả khoa học đầu tiên năm 1846.